# Evangelista Ferrari
Evangelista Ferrari (Torrechiara, 1740 – Parma, settembre 1779) è stato un pittore e architetto italiano.

## Biografia
Evangelista Ferrari nacque a Torrechiara nel 1740.
Fu allievo di Ennemond Alexandre Petitot all'accademia di belle arti di Parma, ove studiò architettura; ebbe inoltre come maestro Benigno Bossi, formandosi come pittore di paesaggi.
Dopo aver partecipato senza successo, a partire dal 1762, ai concorsi annuali di architettura organizzati dall'accademia, nel 1765, grazie al suo disegno raffigurante una cascata circondata da vasi e monumenti all'interno di un bosco, riuscì a raggiungere il primo posto, aggiudicandosi il premio assegnato.
Nel 1767 gli fu conferito l'incarico di disegnatore delle reali fabbriche.
Nel 1775, dopo essere stato nominato accademico d'onore l'anno precedente, realizzò un grandioso disegno monocromatico a tempera rappresentante il Tempio della Dea Mnemosine, o Tempio della memoria, che gli valse l'elezione a professore consigliere dell'istituto. Anche il fratello minore Giacomo Giuseppe, nato nel 1747, dopo aver studiato architettura, divenne in quegli anni insegnante all'accademia.
Sempre nel 1775, Evangelista Ferrari collaborò con Benigno Bossi alla realizzazione degli ornati degli Epithalamia exoticis linguis, pubblicati da Giambattista Bodoni. Fu inoltre incaricato, in collaborazione con Domenico Muzzi, della decorazione ad affresco della tribuna ducale della cappella ducale di San Liborio di Colorno; gli artisti completarono l'opera nel 1777.
Nel 1779 progettò l'elaborata cornice, successivamente intagliata da Odoardo Panini, per la coeva pala di Domenico Muzzi raffigurante San Biagio, posta dietro all'altare maggiore della chiesa di San Biagio Vescovo a Nocetolo.
Tuttavia, soltanto pochi mesi dopo, morì prematuramente tra il 1º e il 5 settembre a Parma, lasciando la moglie Marianna Sbravati.

### Esplicative
1. ↑  Non si conservano tracce dei dipinti, andati successivamente perduti. Vedi  Anna Coccioli Mastroviti, Evangelista Ferrari, in Dizionario biografico degli italiani, vol. 46, Roma, Istituto dell'Enciclopedia Italiana, 1996. URL consultato il 28 febbraio 2025.

### Bibliografiche
1. 1 2 3 4 5 6 7 8 9 10   Anna Coccioli Mastroviti, Evangelista Ferrari, in Dizionario biografico degli italiani, vol. 46, Roma, Istituto dell'Enciclopedia Italiana, 1996. URL consultato il 28 febbraio 2025.
2. 1 2 3 4 5 6 7   Ferrari Evangelista, su parmaelasuastoria.it. URL consultato il 28 febbraio 2025 (archiviato dall'url originale il 27 febbraio 2025).
3. 1 2 3 4 5  Enciclopedia di Parma 1999, p. 334.
4. 1 2 3 4 5  Storia di Parma 2020, p. 401.
5. ↑   Tempio della Dea Mnemosine, su catalogo.beniculturali.it. URL consultato il 28 febbraio 2025 (archiviato dall'url originale il 27 febbraio 2025).
6. ↑  Pellegri 1981, p. 103.
7. ↑   Cornice di dipinto, su catalogo.beniculturali.it. URL consultato il 28 febbraio 2025 (archiviato dall'url originale il 27 febbraio 2025).
8. ↑   Chiesa di San Biagio Vescovo "Nocetolo, Gattatico", su Le chiese delle diocesi italiane, Conferenza Episcopale Italiana. URL consultato il 28 febbraio 2025.